# Serhij Najdenko
Serhij Mykołajowycz Najdenko, ukr. Сергій Миколайович Найденко, ros. Сергей Николаевич Найденко, Siergiej Nikołajewicz Najdienko (ur. 10 lutego 1960 w Perwomajsku, w obwodzie mikołajowskim, Ukraińska SRR, zm. 19 sierpnia 2015 w Sumach, Ukraina) – ukraiński piłkarz, grający na pozycji obrońcy, sędzia i trener piłkarski.

## Kariera piłkarska

### Kariera klubowa
Wychowanek Szkoły Sportowej w Perwomajsku (trener Łeonid Krywycki), a potem Internatu Sportowego w Ługańsku (trener Wadym Dobyża). W 1977 rozpoczął karierę piłkarską w drużynie rezerw Dynama Kijów. W 1979 został zaproszony do Zorii Woroszyłowgrad. W 1983 został powołany do wojska, gdzie służył w SKA Kijów, skąd przeszedł do Sudnobudiwnyka Mikołajów. W 1985 występował w zespole amatorskim Sokił Roweńki. W 1986 powrócił do Zorii Woroszyłowgrad, w którym zakończył karierę piłkarza w roku 1987.

### Kariera reprezentacyjna
Do 1978 bronił barw juniorskiej reprezentacji ZSRR.

## Kariera sędziowska
Jako arbiter kategorii krajowej sędziował mecze piłkarskie w Ukraińskiej Wyższej, Pierwszej i Drugiej Ligach w latach 1994-2004, co nie przeszkadzało mu również grać i trenować w zespołach amatorskich.

## Kariera trenerska
Po zakończeniu kariery piłkarza rozpoczął pracę szkoleniowca. Najpierw w latach 1996-2012 wykładał teorię dla młodych piłkarzy w Szkole Sportowej Zmina Sumy. Również pracował jako Prezes Miejskiego Związku Piłki Nożnej w Sumach. W 2012 roku dołączył do sztabu szkoleniowego Barsa Sumy, gdzie również wykładał teorię piłki nożnej.
19 sierpnia 2015 zmarł w Sumach.

## Sukcesy i odznaczenia

### Sukcesy piłkarskie
- wybrany do listy 22 najlepszych piłkarzy Ukraińskiej SRR: Nr 2 (1983)

reprezentacja ZSRR
- mistrz Europy U-18: 1978

SKA Kijów
- mistrz Ukraińskiej SRR: 1986
- mistrz 6 strefy Wtoroj ligi ZSRR: 1983

Zoria Woroszyłowgrad
- mistrz Ukraińskiej SRR: 1986
- mistrz 6 strefy Wtoroj ligi ZSRR: 1986

### Odznaczenia
- tytuł Mistrza Sportu: 1979